# Vince Cable
Sir John Vincent Cable (York, 9 mei 1943) is een Brits politicus die van 2017 tot 2019 leider was van de Liberal Democrats. Hij was lid van het parlement voor het Londense kiesdistrict Twickenham van 1997 tot 2015 en van 2017 tot 2019. Hij was verder werkzaam in het kabinet als staatssecretaris voor Business, Innovation and Skills, van 2010 tot 2015.